# Mī Kolā
Mī Kolā (persiska: می کلا) är en ort i Iran.   Den ligger i provinsen Mazandaran, i den norra delen av landet, 140 km nordost om huvudstaden Teheran. Mī Kolā ligger 70 meter över havet och antalet invånare är 628.
Terrängen runt Mī Kolā är huvudsakligen platt, men söderut är den kuperad. Runt Mī Kolā är det ganska glesbefolkat, med 34 invånare per kvadratkilometer. Närmaste större samhälle är Babol, 17,4 km norr om Mī Kolā. I omgivningarna runt Mī Kolā växer huvudsakligen savannskog.